# Sforza-Policlinico
Sforza-Policlinico is een metrostation in de Italiaanse stad Milaan dat werd geopend op 12 oktober 2024.

## Geschiedenis
In het metronet dat in 1952 door de Milanese gemeenteraad werd goedgekeurd waren geen stations opgenomen in de binnenstad ten zuiden van het Domplein. De lijnen 1 t/m 3 kregen allemaal een tracé ten zuidwesten van de Dom en lijn 4 volgde, op weg naar het zuiden, de Middeleeuwse stadsmuur langs de oostkant van het centrum. Zodoende zouden de universiteitsgebouwen en het ziekenhuis aan de Via Francesco Sforza geen metrostation krijgen. 
De aanvankelijke plannen werden echter in 1976 en 1977 aangepast zodat het zuidelijke deel van de geplande lijn 4 als zuidelijk deel van lijn 3 werd gebouwd en lijn 3 tussen het Domplein en de Porta Romana ook de Via Francesco Sforza zou kruisen, dit betekende echter niet dat er een station kwam bij universiteit en ziekenhuis. 
Na de opening van de lijnen 1 en 2 bleek dat overstappers tussen trein en metro niet vlot verwerkt konden worden, waarop gekeken werd naar treinverbindingen tussen de voorsteden en het centrum zonder overstappen. Dit betekende dat de aanleg van de andere delen van lijn 4 in de ijskast kwam en resulteerde uiteindelijk in de aanleg van de Passante Ferroviario tussen 1984 en 2004. In 2005 werd een nieuw tracé voor lijn 4 vastgelegd dat in de zuidelijke binnenstad de voormalige Romeinse stadsmuur zou volgen, met onder meer een station onder de Via Francesco Sforza. 

## Aanleg
In navolging van lijn 5 werd voor de herziene lijn 4 gekozen voor een automatische metro. Het station wordt gebouwd als een 25 meter diepe kuip met op de bodem de sporen aan weerszijden van het eilandperron. Op 19 januari 2015 werd begonnen met het bouwrijp maken van het terrein en de eerste werkzaamheden vonden plaats op 2 november 2015. Hoewel station Sforza/Policlinico vlak bij de kruising van lijn 3 met lijn 4 ligt komen er geen perrons aan lijn 3 en daarmee dus ook geen inpandige overstap tussen beide lijnen. Er is een overstaptunnel naar Crocetta overwogen maar het bleek te moeilijk om deze onder de tussenliggende gebouwen aan te leggen. De  overstap naar lijn 3 is vervolgens uitgevoerd als een bovengrondse overdekte verbinding naar Missori. Het station werd uiteindelijk geopend op 12 oktober 2024.

## Ligging en inrichting
Het station ligt voor onder de Via Francesco Sforza voor de gevel van de universiteit. De toegangen liggen voor de ingang van het ziekenhuis en in het parkje voor de zuidgevel van de universiteit. In het station is ook een onderstation ondergebracht voor de voeding van het metroverkeer. In verband met de inzet van automatische metro's worden de perrons voorzien van perrondeuren.